# Резолюция 94 на Съвета за сигурност на ООН
Резолюция 94 на Съвета за сигурност на ООН е приета единодушно на 29 май 1951 по повод овакантеното след смъртта на съдия Жозе Филаделфо де Барос-Азеведо място в Международния съд.
Като отбелязва със съжаление кончината на съдия Азевадо на 7 май 1951 г., Съветът за сигурност отбелязва, че вследствие на това едно от местата в Съда остава овакантено до края на мандата на покойния, поради което това овакантено място трябва да бъде запълнено съгласно Статута на Международния съд. Като подчертава, че съгласно чл. 14 от Статута на Международния съд изборът на нов съдия трябва да бъде насрочен от Съвета за сигурност, Съветът постановява, че изборът на нов член на Международния съд, който ще заеме мястото на починалия съдия, ще се проведе по време на шестата редовна сесия на Общото събрание на ООН. По-нататък резолюцията постановява, че изборът на новия съдия ще се проведе преди избора на следващия петчленен редовен състав на Международния съд, който трябва да бъде избран на същата сесия на Общото събрание, за да встъпи в длъжност на 5 февруари 1952 г., когато изтича мандатът на предишния състав на съда.
Резолюцията е приета единодушно.